# Mainichi Film Concours
I Mainichi Film Concours sono una serie di premi cinematografici annuali, promossi dal Mainichi Shinbun (毎日新闻?), una delle più grandi società di editoria in Giappone, dal 1946.

## Categorie
- Mainichi Film Award al miglior film
- Mainichi Film Award al film d'eccellenza
- Mainichi Film Award alla regia
- Mainichi Film Award alla direzione della fotografia
- Mainichi Film Award alla direzione artistica
- Mainichi Film Award al miglior film d'animazione
- Mainichi Film Award al miglior attore
- Mainichi Film Award al miglior attore non-protagonista
- Mainichi Film Award alla miglior attrice
- Mainichi Film Award alla miglior attrice non-protagonista
- Mainichi Film Award alla miglior colonna sonora
- Mainichi Film Award al miglior film straniero
- Mainichi Film Award alla migliore sceneggiatura
- Mainichi Film Award alla miglior canzone
- Mainichi Film Award al miglior sonoro
- Ōfuji Noburō Award

## Mainichi Film Award al miglior Film
| Anno | Film                                             | Regista                       |
| 1946 | Aru yo no tonosama                               | Teinosuke Kinugasa            |
| 1947 | Ima hitotabi no                                  | Heinosuke Gosho               |
| 1948 | L'angelo ubriaco                                 | Akira Kurosawa                |
| 1949 | Tarda primavera                                  | Yasujirō Ozu                  |
| 1950 | Mata au hi made                                  | Tadashi Imai                  |
| 1951 | Meshi                                            | Mikio Naruse                  |
| 1952 | Vivere                                           | Akira Kurosawa                |
| 1953 | Nigori e                                         | Tadashi Imai                  |
| 1954 | Ventiquattro occhi                               | Keisuke Kinoshita             |
| 1955 | Floating Clouds                                  | Mikio Naruse                  |
| 1956 | Mahiru no ankoku                                 | Tadashi Imai                  |
| 1957 | Kome                                             | Tadashi Imai                  |
| 1958 | La leggenda di Narayama                          | Keisuke Kinoshita             |
| 1959 | Kiku to Isamu                                    | Tadashi Imai                  |
| 1960 | Il fratello minore                               | Kon Ichikawa                  |
| 1961 | La condizione umana - A Soldier's Prayer         | Masaki Kobayashi              |
| 1962 | Harakiri                                         | Masaki Kobayashi              |
| 1963 | Anatomia di un rapimento                         | Akira Kurosawa                |
| 1964 | La donna di sabbia                               | Hiroshi Teshigahara           |
| 1965 | Barbarossa                                       | Akira Kurosawa                |
| 1966 | La grande torre bianca                           | Satsuo Yamamoto               |
| 1967 | L'ultimo samurai                                 | Masaki Kobayashi              |
| 1968 | Il profondo desiderio degli dei                  | Shōhei Imamura                |
| 1969 | Doppio suicidio ad Amijima                       | Masahiro Shinoda              |
| 1970 | Kazoku                                           | Yōji Yamada                   |
| 1971 | Silenzio                                         | Masahiro Shinoda              |
| 1972 | Shinobu-kawa                                     | Kei Kumai                     |
| 1973 | Tsugaru jongarabushi                             | Kōichi Saitō                  |
| 1974 | Suna no utsuwa                                   | Yoshitarō Nomura              |
| 1975 | Kaseki                                           | Masaki Kobayashi              |
| 1976 | Fumō chitai                                      | Satsuo Yamamoto               |
| 1977 | Il fazzoletto giallo                             | Yōji Yamada                   |
| 1978 | Jiken                                            | Yoshitaro Nomura              |
| 1979 | Ā nomugi tōge                                    | Satsuo Yamamoto               |
| 1980 | Kagemusha - L'ombra del guerriero                | Akira Kurosawa                |
| 1981 | Il fiume di fango                                | Kōhei Oguri                   |
| 1982 | Kamata kōshin-kyoku                              | Kinji Fukasaku                |
| 1983 | Furyo                                            | Nagisa Ōshima                 |
| 1984 | W no higeki                                      | Shin'ichirō Sawai             |
| 1985 | Ran                                              | Akira Kurosawa                |
| 1986 | Il mare e il veleno                              | Kei Kumai                     |
| 1987 | L'esattrice                                      | Jūzō Itami                    |
| 1988 | Il mio vicino Totoro                             | Hayao Miyazaki                |
| 1989 | La pioggia nera                                  | Shōhei Imamura                |
| 1990 | La mia infanzia                                  | Masahiro Shinoda              |
| 1991 | Musuko                                           | Yōji Yamada                   |
| 1992 | Shiko funjatta                                   | Masayuki Suo                  |
| 1993 | Tsuki wa docchi ni dete iru                      | Yōichi Sai                    |
| 1994 | Zenshin shōsetsuka                               | Kazuo Hara                    |
| 1995 | Gogo no yuigon-jō                                | Kaneto Shindō                 |
| 1996 | Vuoi ballare? - Shall We Dance?                  | Masayuki Suo                  |
| 1997 | Princess Mononoke                                | Hayao Miyazaki                |
| 1998 | Ai o kō hito                                     | Hideyuki Hirayama             |
| 1999 | Poppoya                                          | Yasuo Furuhata                |
| 2000 | Kao                                              | Junji Sakamoto                |
| 2001 | La città incantata                               | Hayao Miyazaki                |
| 2002 | Il crepuscolo del samurai                        | Yōji Yamada                   |
| 2003 | Akame shijū yataki shinjū misui                  | Genjirō Arato                 |
| 2004 | Chi to hone                                      | Yōichi Sai                    |
| 2005 | Pacchigi!                                        | Kazuyuki Izutsu               |
| 2006 | Yureru                                           | Miwa Nishikawa                |
| 2007 | I Just Didn't Do It                              | Masayuki Suo                  |
| 2008 | Departures                                       | Yōjirō Takita                 |
| 2009 | Shizumanu Taiyō                                  | Setsurō Wakamatsu             |
| 2010 | Akunin                                           | Lee Sang-il                   |
| 2011 | Ichimai no hakagi                                | Kaneto Shindō                 |
| 2012 | Tsui no shintaku                                 | Masayuki Suo                  |
| 2013 | The Great Passage                                | Yūya Ishii                    |
| 2014 | Watashi no otoko                                 | Kazuyoshi Kumakiri            |
| 2015 | Three Stories of Love (恋人たち?, Koibito-tachi) | Ryōsuke Hashiguchi            |
| 2016 | Shin Godzilla (シン・ゴジラ?, Shin Gojira)       | Hideaki Anno e Shinji Higuchi |
| 2017 | Hanagatami (花筐/HANAGATAMI?)                    | Nobuhiko Obayashi             |
| 2018 | Shoplifters - Un affare di famiglia              | Hirokazu Kore'eda             |
| 2019 | Mitsubachi to enrai - Listen to the Universe     | Kei Ishikawa                  |
| 2020 | I figli del mare                                 | Ayumu Watanabe                |
| 2021 | Drive My Car                                     | Ryūsuke Hamaguchi             |
| 2022 | Keiko, me wo sumasete                            | Shō Miyake                    |
| 2023 | Sekai no Okiku                                   | Junji Sakamoto                |
| 2024 | All the Long Nights                              | Shō Miyake                    |